# Neocoryphus
Neocoryphus is een geslacht van hooiwagens uit de familie Assamiidae.
De wetenschappelijke naam Neocoryphus is voor het eerst geldig gepubliceerd door Lawrence in 1965. 

## Soorten
Neocoryphus is monotypisch en omvat slechts de volgende soort:
- Neocoryphus niger